# Oda Makoto (cầu thủ)
Oda Makoto (sinh ngày 28 tháng 4 năm 1989) là một cầu thủ bóng đá người Nhật Bản.

## Sự nghiệp câu lạc bộ
Oda Makoto đã từng chơi cho Roasso Kumamoto và AC Nagano Parceiro.